# Henrik
Henrik je moško osebno ime.

## Izvor imena
Ime Henrik izhaja iz nemščine, kjer obliko imena Henrich razlagajo kot zloženko iz starovisokonemških besed heim v pomenu besede »dom, hiša« in richi v pomenu besede »mogočen knez«.

## Različice imena
- moške različice imena: Hari, Henko, Henček, Henči, Hendrik, Hinko, Rik, Riki, Riko
- ženske različice imena: Hendrika, Henrika, Henrieta, Henrijeta, Ika, Ikica, Rika

## Tujejezikovne oblike imena
- pri Angležih: Henry, Harry, Hank; ženske oblike: Harriet, Henrietta ...
- pri Baskih: Endika
- pri Belorusih: Henryk
- pri Bretoncih: Herri
- pri Čehih: Jindřich, Jindra, Hynek
- pri Estoncih: Hindrek, Indrek, Hendrik, Henri, Henrai, Henraiv, Raivo
- pri Fincih: Henri, Henrik, Heikki
- pri Francozih: Henri; Henry; ženske oblike: Henriette, Heinriquet, Riquet
- pri Grkih: Ερρίκος (Errikos)
- pri Hrvatih: Henri(k), Hinko ?
- pri Ircih: Hanraí, Hamhrí, Anraí, Éinrí
- pri Italijanih: Enrico, Arrigo, Rico, Enzo
- pri Kataloncih in Okcitansko: Enric
- pri Latvijcih: Henrijs, Indriķis
- pri Litovcih: Henrikas, Herkus, Enrikas, Henris
- pri Madžarih: Henrik
- pri Nemcih: Heinrich, Henrich, Hinrich, Henrick; skrajšano Hein, Heinko, Heiko, Heino, Heiner, Heinz, Hinz
- pri Nizozemcih in Flamcih (tudi Afrikaans) Hendrik, Heike, Hein, Heintje (pri Frizijcih: Hindrik)
- pri Norvežanih in Dancih: Henry, Henrik
- pri Romunih: Henric
- pri Rusih: Genrih (Генрих)
- pri Slovakih: Henrich
- pri Škotih (Gaelic): Eanraig
- pri Švedih: Henrik, Henrick
- pri Špancih: Enrique
- pri Portugalcih: Henrique
- pri Valižanih: Henry, Harri, Herri
- Latinsko: Henricus

## Pogostost imena
Po podatkih Statističnega urada Republike Slovenije je bilo na dan 31. decembra 2007 v Sloveniji število moških oseb z imenom Henrik: 555. Med vsemi moškimi imeni pa je ime Henrik po pogostosti uporabe uvrščeno na 227. mesto.

## Osebni praznik
V koledarju je ime Henrik zapisano 2. marca (Henrik Suzo, redovnik, † 2. mar. 1366) in 13. julija (Henrik II. sveti, svetorimski cesar, † 13. julija 1024).

## Zanimivost
Zaradi pogoste uporabe imena, je Heinrich (Heinz) postal oznaka za povprečnega Nemca. Tako sta na primer nastala izraza: blöder Heini v pomenu »neumnež, tepec« in grüner Heini v pomenu »neizkušen mlad moški, ki nima prijateljice niti izkušenj z ženskami«.

## Znani nosilci imena
- Henrik I. Angleški
- Henrik II. Plantagenet
- Henrik III. Angleški
- Henrik IV. Angleški
- Henrik V. Angleški
- Henrik VI. Angleški
- Henrik VII. Angleški
- Henrik VIII. Angleški
- Henrik II. Francoski
- Henrik III. Francoski
- Henrik IV. Francoski
- Henrik I. Nemški
- Henrik II. Nemški
- Henrik III. Nemški
- Henrik IV. Nemški
- Henrik V. Nemški
- Henrik Lev